# Beatyfikowani i kanonizowani przez Benedykta XIII
Beatyfikowani i kanonizowani przez Benedykta XIII – święci i błogosławieni wyniesieni na ołtarze w czasie pontyfikatu Benedykta XIII.

## 1726
1 września
- Bł. Hiacynta Mariscotti

10 grudnia
- Św. Agnieszka z Montepulciano
- Św. Jakub z Marchii
- Św. Turybiusz de Mogrovejo

27 grudnia
- Św. Franciszek Solano
- Św. Jan od Krzyża
- Św. Peregryn Laziosi

31 grudnia
- Św. Alojzy Gonzaga
- Św. Stanisław Kostka

## 1728
14 kwietnia
- Św. Serapion

16 maja
- Św. Małgorzata z Kortony

24 maja
- Bł. Jan de Prado

## 1729
19 marca
- Św. Jan Nepomucen

24 marca
- Bł. Fidelis z Sigmaringen

30 sierpnia
- Bł. Wincenty à Paulo

## 1730
20 stycznia
- Bł. Piotr Fourier